# E pluribus unum (Album)
E pluribus unum ist ein Musikalbum von Hal Galper. Die am 23. und 24. Oktober 2009 live auf dem Earshot Jazz Festival, Seattle, entstandenen Aufnahmen erschienen 2010 auf Origin Records.

## Hintergrund
Der Pianist Hal Galper nahm mit seinem Trio, bestehend aus dem Bassisten Jeff Johnson und dem Schlagzeuger John Bishop, eine Reihe von Alben für das Label Origin auf, mit denen „er sich von den typischen Erwartungen an ein Klaviertrio gelöst“ habe, so Ken Dryden. Zwischen den beiden Studio-Produktionen Invitation to Openness (erschienen 2022) und Trip the Light Fantastic (2011) entstand ein Live-Mitschnitt vom Earshot Jazz Festival in Seattle. Galper spielte mit seinem Trio neben seinen eigenen Kompositionen einen Jazzstandard von Irving Berlin („How Deep Is the Ocean“) und zwei Jazz-Titel von Duke Ellington („Take the Coltrane“) und Charlie Parker („Constellation“). Die bewegende Ballade „Soliloquy“ widmete Galper dem 2008 verstorbenen Michael Brecker, der Anfang der 1970er-Jahre bei mehreren Fusion-Alben Galpers, z. B. Wild Bird, mitgewirkt hatte.
Der Titel des Albums bezieht sich auf „E pluribus unum“, den Wappenspruch im Großen Siegel der Vereinigten Staaten.

## Titelliste
- Hal Galper: E Pluribus Unum (Origin Records 82557)[2]

1. How Deep Is the Ocean (Irving Berlin) 9:50
2. Rapunzel’s Luncheonette 11:08
3. Wandering Spirit 6:52
4. Take the Coltrane (Duke Ellington) 10:17
5. Invitation to Openness 10:29
6. Soliloquy 9:14
7. Constellation (Charlie Parker) 8:50

Wenn nicht anders vermerkt, stammen die Kompositionen von Hal Galper.

## Rezeption
Ken Dryden verlieh dem Album in Allmusic viereinhalb Sterne und schrieb, Hal Galpers Trio mit Bassist Jeff Johnson und Schlagzeuger John Bishop habe sich von den typischen Erwartungen an ein Klaviertrio gelöst. Die wunderbar abstrakte Interpretation des ehrwürdigen Klassikers „How Deep Is the Ocean“ durch den Pianisten würde es vermeiden, die Melodie direkt vorzugeben und lasse den Hörer sich nicht an einen Rhythmus gewöhnen. Stattdessen gleite er über die Akkordwechsel in Wellen, die „an die sich ständig verändernde Natur des Meeres erinnern“. Hal Galper sei keiner, der in seiner Komfortzone stehen bleibt, sondern erweitere weiterhin musikalische Grenzen, wie er und sein Trio mit dieser gelungenen Live-Aufnahme beweisen würden.